# Linda Rybová
Linda Rybová Prachařová  (* 15. října 1975 Praha) je česká filmová a divadelní herečka a modelka.

## Studium a herecká kariéra
Vystudovala balet a herectví na Pražské konzervatoři. Účinkovala v Divadle Komedie a v Divadle pod Palmovkou.
V roce 1996 hrála v klipu k písni Andělé skupiny Wanastowi Vjecy.
Jejím manželem je od roku 2003 herec David Prachař. Jejich dětmi jsou Rozálie (* 2003), Josefína (* 2004) a František (* 2008).

## Filmografie

### Filmy
- 1989 Můj přítel d'Artagnan (rodinný film, režie Radovan Urban)
- 1990 Čarodějky z předměstí (rodinný film, režie Drahomíra Reňáková-Králová)
- 1991 Žabí princ (pohádka, režie Juraj Herz)
- 1993 Proces (v originále The Trial, britské drama, režie David Hugh Jones)
- 1993 Šakalí léta (muzikálová komedie, režie Jan Hřebejk)
- 2000 Kytice (horor, režie F. A. Brabec)
- 2001 Tmavomodrý svět (válečné drama, režie Jan Svěrák)
- 2001 Bazén (v originále Swimming Pool – Der Tod feiert mit, německý horor, režie Boris von Sychowski)
- 2008 Kdopak by se vlka bál (rodinný film, režie Maria Procházková)
- 2008 El Paso (drama, režie Zdeněk Tyc)
- 2015 Andílek na nervy (komedie, režie Juraj Šajmovič)
- 2016 Jak básníci čekají na zázrak (komedie, režie Dušan Klein)
- 2017 Bajkeři (komedie, režie Martin Kopp)
- 2021 Láska na špičkách (komedie, režie Petr Zahrádka)
- 2025 Moře na dvoře (komedie, režie Martin Horský)

### TV filmy
- 1991 Jan (životopisné drama, režie Ivo Trajkov)
- 1992 Jaké vlasy má Zlatovláska (pohádka, režie Adam Rezek)
- 1993 Anička s lískovými oříšky (pohádka, režie Aleš V. Horal)
- 1994 Pohádka o splněných přáních (pohádka, režie Miloš Bobek)
- 1994 O Nesytovi (pohádka, režie Věra Jordánová)
- 1994 Příběh kriminálního rady (krimi drama, režie Dušan Klein)
- 1994 Pozor na Kozoroha (rodinná komedie, režie Vlasta Janečková)
- 1995 Ohnivé námluvy (komedie, režie Ján Sebechlebský)
- 1995 Andělský smích (drama, režie Lucie Bělohradská)
- 1996 O princezně, měsíci a hvězdě (pohádka, režie Barbara Šindelářová)
- 1997 Liščí doupě (drama, režie Petr Strnad)
- 1998 Spravedlivý Bohumil (pohádka, režie Zuzana Zemanová-Hojdová)
- 1998 Slečna Julie (drama, režie Lucie Bělohradská)
- 1998 Ex offo (drama, režie Jaromír Polišenský)
- 1999 Specialita šéfkuchaře (horor, režie Lucie Bělohradská)
- 2001 Zlatá princezna (pohádka, režie Moris Issa)
- 2002 Úlet (komedie, režie Milan Lasica)
- 2002 Trosečníci (povídkový film, režie Tomáš Krejčí a Ivo Macharáček)
- 2003 O Ječmínkovi (pohádka, režie Milan Cieslar)
- 2003 Nekonečná neděle (psychologický film, režie Lucie Bělohradská)
- 2007 O uloupené divožence (pohádka, režie Milan Cieslar)
- 2009 Dům U Zlatého úsvitu (pohádka, režie Pavel Jandourek)
- 2011 Setkání s hvězdou: Vilma Cibulková (drama, režie Jaroslav Brabec)
- 2013 Slečna Flintová (komedie, režie Jaroslav Brabec)
- 2020 O léčivé vodě (pohádka, režie Ján Sebechlebský)

### Seriály
- 1993 Maigret (1 epizoda, režie Andrzej Kostenko)
- 1995 Hříchy pro diváky detektivek (1 epizoda, režie Dušan Klein)
- 2005–2006 Ordinace v růžové zahradě (78 epizod)
- 2007 Letiště (2. řada)
- 2010 Přešlapy (9 epizod)
- 2012–2013 Cesty domů (54 epizod)
- 2013 Kriminálka Staré Město II (6 epizod)
- 2014 Škoda lásky (1 epizoda, režie Petr Zahrádka)
- 2015 Stopy života (1 epizoda, režie Tomáš Magnusek a Albert Vlk)
- 2016–2018 Ohnivý kuře (127 epizod)
- 2017 Specialisté (1 epizoda, režie Lukáš Hanulák)
- 2017 Dáma a Král (1 epizoda, režie Petr Zahrádka)
- 2018 Inspektor Max (2 epizody, režie Petr Nikolaev)
- 2019 Čechovi
- 2021 Božena (2 epizody, režie Lenka Wimmerová)
- 2021 Zločiny Velké Prahy (1 epizoda, režie Jaroslav Brabec)
- 2021–dosud Ulice (12+ epizod)
- 2022 Národní házená (7 epizod)
- 2022–2023 Dobré zprávy (31+ epizod)
- 2023 Zákony vlka (8 epizod)
- 2023 Revír (8 epizod)

### Krátkometrážní
- 1995 Katrin a Rut (režie Petr Strnad)
- 1998 Skříň (režie Jitka Němcová)
- 1998 O příliš malém zázraku (režie Jaroslav Pozzi)
- 1998 Heartbreak Hotel (režie Pavel Göbl)
- 1999 Řezník (režie Miroslav Sobota)
- 2002 Kráska a netvor (režie Tomáš Krejčí)
- 2003 Most (režie Bobby Garabedian)
- 2009 Zrcadlo (režie Maria Procházková)
- 2017 Jak jsme oživovali dědečka (režie Karel Janák)
- 2018 Shledaní (režie Tobiáš Frýdl a Daniel Polák)

### Hudební videoklipy
- 1992 Jan Kalousek: Řeka v plamenech
- 1996 Wanastowi Vjecy: Andělé (režie Pavel Bohoněk)
- 2005 Miro Žbirka feat. Iva Frühlingová: Někdy stačí dát jen dech
- 2012 Kryštof: Inzerát (režie Radek Karko)
- 2021 Dafne: TchüspitchüsBlues

### Voiceover
- Mafia: The City of Lost Heaven – role Sáry
- Impérium: Mafie v Atlantic City – Margaret Schroeder

## Divadelní role
- Olívie – Večer tříkrálový (Letní shakespearovské slavnosti 2005, režie Viktor Polesný)
- Dům doni Bernardy
- Cecílie – Nebezpečné vztahy (režie Jan Hřebejk)
- Jak se vám líbí
- Krista – Slečna Julie (režie Lucie Bělohradská)
- Polly – Krejcarová opera (režie Petr Kracik)
- Kouzelník z Lublinu
- Eurydika
- Výstřely na Broadwayi (režie Jan Hřebejk)
- Ten, který dostává políčky
- Hermie – Sen noci svatojánské (režie Michal Dočekal)
- Alice – Příběhy obyčejného šílenství (Dejvické divadlo, 2001, režie Petr Zelenka)
- Miranda – Sběratel (Divadlo v Řeznické, 2001, režie David Matásek)
- Rosa – Vytetovaná růže (Divadlo v Řeznické, režie Gabriela Wilhelmová)
- Zdravý nemocný

## Ocenění
- Byla nominována na ocenění Český lev za vedlejší roli ve filmu Tmavomodrý svět.